# Liste der Baudenkmale in Hodenhagen
In der Liste der Baudenkmale in Hodenhagen sind alle Baudenkmale der niedersächsischen Gemeinde Hodenhagen (Landkreis Heidekreis) aufgelistet. Die Quelle der  Baudenkmale ist der Denkmalatlas Niedersachsen. Der Stand der Liste ist der 26. November 2020.

## Allgemein
Das Adelsgeschlecht derer von Hodenberg hatte seinen Sitz in der Burg Hodenhagen, die 1244 zum ersten Mal urkundlich erwähnt wurde.

## Alt Riethagen
| Lage                                         | Bezeichnung              | Beschreibung | ID       | Bild |
| -------------------------------------------- | ------------------------ | --- | -------- | ---- |
| Alt-Riethagen 8 52° 45′ 43″ N, 9° 34′ 51″ O  | Scheune                  | Die Gebäude des Hofes wurde in der Mitte des 18. Jahrhunderts erbaut. | 32782205 | BW   |
| Alt-Riethagen 11 52° 45′ 39″ N, 9° 34′ 53″ O | Scheune                  | Der Hof befindet sich am Dorfplatz. Das Wohnwirtschaftsgebäude stammt aus dem frühen 17. Jahrhundert. Der Schafstall wurde 1733 erbaut, die Längsdurchfahrtscheune im Jahre 1765. | 32782183 | BW   |
| Alt-Riethagen 11 52° 45′ 38″ N, 9° 34′ 54″ O | Schafstall               | | 2782673  | BW   |
| Alt-Riethagen 12 52° 45′ 39″ N, 9° 34′ 56″ O | Wohn-/Wirtschaftsgebäude | Das Vierständerhaus wurde 1619 erbaut, es ist eins der ältesten Fachwerkhäusern des Landkreises Heidekreis.                                                                       | 32782556 |      |

## Hodenhagen

### Gruppe: Friedhof Ahornweg
Die Gruppe „Friedhof Ahornweg“ hat die ID 32686318.

| Lage                                 | Bezeichnung | Beschreibung | ID       | Bild |
| ------------------------------------ | ----------- | ------------ | -------- | ---- |
| Ahornweg 52° 45′ 51″ N, 9° 35′ 10″ O | Friedhof    |              | 32782731 | BW   |
| Ahornweg 52° 45′ 50″ N, 9° 35′ 8″ O  | Grabstele   |              | 32782647 | BW   |
| Ahornweg 52° 45′ 51″ N, 9° 35′ 12″ O | Grabkreuz   |              | 32782320 | BW   |

### Gruppe: Gutsanlage Wiedenhausen
Die Gruppe „Gutsanlage Wiedenhausen“ hat die ID 32686343.

| Lage                                         | Bezeichnung              | Beschreibung | ID       | Bild           |
| -------------------------------------------- | ------------------------ | --- | -------- | -------------- |
| Gut Wiedenhausen 52° 46′ 18″ N, 9° 34′ 39″ O | Wohn-/Wirtschaftsgebäude | Das Gut liegt einen Kilometer nördlich des Ortes. Das Gut wurde erstmals 1257 erwähnt, es gehörte ab 1452 der Familie von Hodenberg. | 32782820 | Weitere Bilder |
| Gut Wiedenhausen 52° 46′ 20″ N, 9° 34′ 33″ O | Park                     | | 32782693 | BW             |
| Gut Wiedenhausen 52° 46′ 20″ N, 9° 34′ 44″ O | Tor                      | | 32782531 |                |
| Gut Wiedenhausen 52° 46′ 20″ N, 9° 34′ 38″ O | Remise                   | | 32782907 | BW             |
| Gut Wiedenhausen 52° 46′ 20″ N, 9° 34′ 38″ O | Stall                    | | 32782928 | BW             |
| Gut Wiedenhausen 52° 46′ 20″ N, 9° 34′ 39″ O | Stall                    | | 32782712 | BW             |
| Gut Wiedenhausen 52° 46′ 20″ N, 9° 34′ 38″ O | Brücke                   | | 32782796 | BW             |
| Gut Wiedenhausen 52° 46′ 20″ N, 9° 34′ 37″ O | Schäferei                | | 32782775 | BW             |

### Gruppe: Gut Hudemühlen, Gutsweg 1 und 2
Die Gruppe „Gut Hudemühlen, Gutsweg 1 und 2“ hat die ID 32686343.

| Lage                                        | Bezeichnung              | Beschreibung | ID       | Bild |
| ------------------------------------------- | ------------------------ | ------------ | -------- | ---- |
| Hudemühlen-Burg 52° 45′ 24″ N, 9° 35′ 29″ O | Wohn-/Wirtschaftsgebäude |              | 32782841 | BW   |
| Hudemühlen-Burg 52° 45′ 23″ N, 9° 35′ 30″ O | Wohnhaus                 |              | 32782415 | BW   |

### Einzelbaudenkmale
| Lage                                         | Bezeichnung              | Beschreibung | ID       | Bild |
| -------------------------------------------- | ------------------------ | --- | -------- | ---- |
| Am Safaripark 52° 45′ 17″ N, 9° 37′ 9″ O     | Gedenkstein              | Der Gedenkstein wurde im Jahre 1856 aufgestellt. Der Stein steht an der Stelle, an der die Burg Hodenhagen 1289 von dem Herzog von Lüneburg zerstört wurde. | 32782751 |      |
| Auf der Burg 3 52° 45′ 30″ N, 9° 35′ 24″ O   | Wohn-/Wirtschaftsgebäude | | 32782441 | BW   |
| Kapellenweg 52° 45′ 25″ N, 9° 35′ 25″ O      | Kirche                   | Die Geschichte der evangelischen Kapelle St. Thomas und Maria geht bis in das Jahr 1300 zurück. Von dieser Kapelle sind noch Teile des Chores vorhanden. Erneuert wurde die erste Kapelle im Jahre 1425 und im 16. Jahrhundert. In den 1980er Jahren wurde die Kapelle einschließlich der Orgel von 1842 (Orgelbauer Wilhelm Meyer) renoviert. | 32782272 |      |
| L 190, km 52,875 52° 47′ 0″ N, 9° 35′ 35″ O  | Memorialstein            | | 32810791 | BW   |
| L 191, km 32,686 52° 45′ 40″ N, 9° 34′ 10″ O | Brücke                   | Die Brücke wurde an der alten Heerstraße, der heutigen L 190 (Kilometer 32,686), im Jahre 1928 erbaut. Es ist eine Fachwerkbrücke in Flachbogenform, die Stahlträger sind genietet. Die Brücke wurde in den letzten Tagen des Zweiten Weltkrieges gesprengt. Die Brücke wurde danach auf teilweise neuen Pfeilern wieder aufgebaut.            | 32782581 | BW   |